# 竹之下智昭
竹之下 智昭（たけのした ともあき、1979年10月13日 - ）は、日本中央競馬会 (JRA) の元騎手で、千田輝彦厩舎所属の調教助手。

## 来歴
熊本県生まれで、5歳の時に愛知県に引っ越した。父・昭憲は名古屋競馬の厩務員、後に調教師。中学3年の夏に、父から騎手を勧められ競馬学校に入学した。競馬学校14期生で、同期に池添謙一、酒井学、太宰啓介などがいる。
1998年、橋本寿正厩舎に所属し騎手デビュー。同年3月1日、ドラマティックランで初騎乗（7着）。同年3月14日、スリーオウインで1位入線したが5着に降着し騎乗停止処分を受けた。同年4月18日、同馬で初勝利。
1999年11月27日、富士ステークスのタガノサイレンスで重賞初騎乗（18着）。2004年3月28日、高松宮記念のリキアイタイカンでGI初騎乗（10着）。
2000年には16勝を挙げるが、翌年以降は1桁勝利にとどまる。
2019年5月、ヴィントが4分の2の抽選を突破し、デビュー22年目にして日本ダービーに初騎乗（14着）。管理する千田輝彦調教師は「とにかく竹之下をダービーに出してやりたいと思っていた」という。
2023年5月20日をもって、騎手を引退。現役最終騎乗は同月6日京都競馬第8競走のシュピカで10頭立て4着となった。引退後は千田輝彦厩舎の調教助手に転業する。

## 人物
ニックネームは「キクちゃん」。落語家の林家木久扇に顔が似ていると誰かに言われ、そのままあだ名となったという。
馬主である國分純との関係が深く、所有馬に騎乗することが多い。

## 主な騎乗馬
- ダディーズビビッド（2021年橘ステークス）
- キョウワダッフィー（2014年栗東ステークス）
- ドコフクカゼ（2013年レパードステークス5着）
- テイエムジンソク（2016年東大路ステークス）
- ヴィント（2019年東京優駿14着）

など

## 騎乗成績
|            | 日付           | 競馬場・開催  | 競走名         | 馬名               | 頭数 | 人気 | 着順 |
| ---------- | -------------- | ------------- | -------------- | ------------------ | ---- | ---- | ---- |
| 初騎乗     | 1998年3月1日   | 1回中京2日1R  | 4歳未勝利      | ドラマティックラン | 14頭 | 2    | 7着  |
| 初勝利     | 1998年4月18日  | 2回中京7日5R  | 5歳以上500万下 | スリーオウイン     | 13頭 | 1    | 1着  |
| 重賞初騎乗 | 1999年11月27日 | 5回東京7日11R | 富士ステークス | タガノサイレンス   | 18頭 | 17   | 18着 |
| GI初騎乗   | 2004年3月28日  | 1回中京8日11R | 高松宮記念     | リキアイタイカン   | 18頭 | 15   | 10着 |